# الإفطار الأخير (رواية)
الإفطار الأخير  رواية للكاتب هشام شعبان  صدرت عام 2015م  عن مؤسسة شمس للنشر والإعلام  في 99 صفحة ، تعرض الرواية بيئة المجتمع المصري في المدينة أو القرية، وتمزج بين الشخصيات الرئيسية والثانوية التي تتصارع معًا في مناخ يغلفه الفساد بأنواعه : الأخلاقي ، الديني ، الاجتماعي والسياسي، وتكشف عورات المجتمع الذي تشابكت فيه السياسة بالدين بشكل فج، حتى ضعفت القيم وانتزعت معاني الشرف لدى رجل الدين ولدى «الرجل الكبير» الذي يملك الخيوط بين أصابعه ، فيحرِّك ويخطط ويقود في الخفاء.
نفذت الطبعة الأولى من الكتاب، كما حقق إلكترونيا أكثر من 5 آلاف مرة شراء.
رُشحت رواية «الإفطار الأخير» لجائزة الهيئة المصرية العامة للكتاب كأفضل رواية لعام 2015.

## الرواية بلغات أخرى
أصدرت مؤسسة بابلكيوب الأمريكية للنشر ترجمات بالإنجليزية والإسبانية لرواية «الإفطار الأخير» وقد قام بترجمتها المترجم المصري «وسام علي» الذي أعرب عن سعادته بترجمة رواية اجتماعية مصرية للغة الإسبانية وإتاحتها أمام ملايين المتحدثين  باللغة الإسبانية حول العالم.

## مقتطفات من الرواية
يبدأ الكاتب صفحات روايته قائلاً: "انتهى أهل القرية من صلاة العصر.. فرغ بعضهم لقراءة القرآن. والبعض الآخر يسبّح الله ويستغفره على سيئات ارتكبها ولا يزال طوال عامه المنقضي منذ انتهى رمضان الماضي، الغالبية خرجت، كل يسعى.. منهم من ركب حماره الذي أخرج لسانه يلهث بسبب الشمس الحارقة لنهار يوليو، ومنهم من سار على الأقدام يجرها في خطوات تتباطأ للخلف لا للأمام، درجة الحرارة المرتفعة جدا هذا العام كان تأثيرها أكبر بكثير من لذةٍ الصيام الشاقة، متعة الشهر الكريم التي اعتاد عليها أهالى قرية "الحجر" تلاشت جزئيًا... لم يكن المناخ الحار وحدده سببًا في تلك الحالة النفسية التي طبعت وجوه الأهالى بتقسيمات وخطوط طول ودوائر عرض. بل التقدم في عمر الحياة، هذه الدنيا الفانية التي انتظرت أجيال متعاقبة موعد انتهائها وفنائها، وكأن الصراع هنا بينهم وبين تلك الدنيا التي تأبى أن تقتلع جذورها بشكل سلس وسهل.. الهموم مرسومة على خريطة المنازل التي اتخذت شكلا تقليديًا باهتا مثل كثير من القرى غيرها، لا شيء يعلو الطوب الأحمر الخرساني، ولا حتى الطوب اللبن الذي غطى أطراف القرية ناحية المزارع والحقول، دكاكين صغيرة بدائية تقترب من بدايات القرن العشرين.. هنالك يجلس الشيخ عيسوي إمام جامع "الدعوة"، هذا المسجد الذي يتكون من طابقين؛ أحدهما لعقد حلقات الدرس وتحفيظ القرآن لأطفال البلدة.
يبدو من تكويئه المعماري أنه كلف الأهالى آلاف الجنيهات؛ فالزخارف المنقوشة ومساحته الواسعة وما به من سجاد، ومأذنة عالية لا داعي لها سوى إزعاج الجيران؛ أمور جميعها تجعل من هذا المسجد منارة للأهالي جميعاً، منارة تعلو منارة المدرسة والجامعة، فتجد شباب القرية وأطفالها يجلسون أمام الشيخ عيسوي في هيبة ساكنة لا يضاهيها شيء."

## نقد وتعليقات
كتب وليد عبد اللطيف على موقع جريدة البيان الإماراتية في 11 نوفمبر 2015: " أعلن الكاتب المصري (هشام شعبان) صاحب رواية الإفطار الأخير«أن روايته تغزو المكاتب بدولة الإمارات، بعد نجاحها في مصر»، وتابع الكاتب: «تركز في مضمونها على قدسية رجال الدين وما تخفيه نفوسهم وكيف وصلوا بالمجتمع إلى هذا الحد من التطرف والغلو في الدين.»
نشر موقع حياتي اليوم في 23 أكتوبر 2015 مقالة تحت عنوان «الإفطار الأخير» على مائدة هشام شعبان، وأورد فيها فقرات من الرواية والتعليق عليها وكتب: «في قرية» الحجر«وفي شهر رمضان، أُناس يمارسون البغاء والغش والنفاق، تتلاقى أرواحهم الشريرة الخبيئة مع أرواح أخرى مريضة تهب عليهم، فيكون اللقاء في ذروته.. في شوارع القرية ومساجدها.. في الإيطان والبيوت.. في صخب المدينة وقسوتها، اتفق أبطال الرواية في نفوسهم الأمارة بالسوء دون أن يتعارفوا.. الكل سقط في الخطيئة بشكلٍ ما، والكلُّ مُدان … إنها صور مجتمعية نراها ونغض عنها الطرف، لكن المؤلف أبى أن يصمت عن المسكوت عنه، وكشفها فوق مائدة الإفطار الأخير، ربما تكون هي إشارة أيضًا إلى أخر إفطار تقبل من هذا المجتمع المتدين بصوره.»
كتبت نسرين حمدي البخشونجي على موقع كايرو 360 في 16 أكتوبر 2018: «الرواية بشكل عام بتناقش فكرة الإدعاء، إدعاء العلم مطروح عند محمود اللي اشترى دكتوراه مزيفة، ادعاء التدين والفضيلة اللي قام بيه شيخ الجامع وهكذا. هشام شعبان كتب رواية بفكرة واقعية جدًا وللأسف نظرة سوداوية جدا للعالم وعلشان كده كل شخصيات الرواية شريرة ومكنش ليها أي مقابل لشخصيات طبيعية بتحمل الخير جواها.»
كتب إسلام أنور على موقع الرأي في 22 نوفمبر 2015: «طرح الكاتب المصري، مجموعة من الأسئلة المهمة عن التغيرات الكبيرة التي حدثت في بنية المجتمع المصري وثقافته وقيمه خاصة منذ منتصف السبعينيات من القرن الماضي مع بداية سياسات الانفتاح الاقتصادي، التي صاحبها انتشار للأفكار المتشددة دينيا.»

## وصلات خارجية
https://www.dostor.org/890736 الإفطار الأخير (رواية)
https://www.marsad.news/news/53248 الإفطار الأخير (رواية)
https://www.goodreads.com/book/show/28659257 الإفطار الأخير (رواية)